# حي فروجنير
فروجنير هو حي في مدينة أوسلو في النرويج. يبلغ عدد السكان 59,269 نسمة حتى عام 2020.  تضم البلدة بالإضافة إلى المنطقة الأصلية بيغدوي وأورانينبورغ ومايورستون. تم تسمية البلدة باسم فروغنر مانور، وتشمل حديقة فروغنر. أسعار العقارات في الحي البلدة هي الأغلى في النرويج. 